# 褐毛鲿
褐毛鲿（学名：Megalonibea fusca）为輻鰭魚綱鱸形目鱸亞目石首鱼科毛鲿属的鱼类。分布于台湾海峡、东海、黄海南部等海域，属于近海暖温性底层鱼类，體長可達143公分。该物种的模式产地在中国。